# Park Na Skarpie w Toruniu
Park Na Skarpie w Toruniu – osiedlowy park położony we wschodniej części Torunia Na Skarpie, za pawilonem handlowym „Maciej”, pomiędzy ulicami Przy Skarpie, Konstytucji 3 Maja a ul. kardynała Stefana Wyszyńskiego. W 2014 roku rozpoczęto pracę projektowe, których celem była renowacja parku. Pracę rozpoczęto w 2016 roku, zakończono zaś w 2018 roku.
W parku znajdują się m.in.: alejki spacerowe, ścieżki rowerowe, ławeczki, stoły do gry w szachy, siłownia zewnętrzna oraz niewielki amfiteatr.